# Бенкендорф, Ермолай Павлович
Ермолай Павлович Бенкендорф (нем. Gustav Hermann Christoph von Benckendorff; 4 февраля 1815, мыза Асс — 18 ноября 1883) — штабс-ротмистр, эстляндский губернский предводитель дворянства, землевладелец.

## Биография
Родился 4 февраля 1815 года. Сын эстляндского губернатора Павла Германовича (1784—1811) и Елизаветы, урождённой фон Ребиндер. Воспитывался в Ревельской дворянской школе, затем поступил в юнкерскую школу, по окончании которой в 1834 году произведён в кавалергарды корнетом.
В 1836 году произведён в поручики, а в 1840 году уволен из-за болезни в чине штабс-ротмистра. С 1851 по 1854 был предводителем дворянства Эстляндской губернии, а с 1856 по 1865 год — ландратом. Скончался 18 ноября 1883 года.